# Tricia Helfer
Tricia Janine Helfer (Donalda, 11 de abril de 1974) é uma modelo e atriz canadense.
Tricia nasceu em uma comunidade rural em Alberta. Ela foi criada na fazenda de sua família e aos 17 anos, enquanto esperava na fila de um cinema local, foi descoberta pela agenciadora de modelos Kelly Streit. Venceu o Supermodel of the World - etapa mundial, em 1992.
Helfer apresentou o programa de moda Ooh La La no Canadá antes de mudar-se para Nova Iorque para aprender teatro. Ela se mudou para Los Angeles em 1996 buscando uma carreira cinematográfica em tempo integral. Além de estrelar inúmeros documentários sobre moda, Helfer apareceu na comédia Eventual Wife, como Inga, em 2000. Ela também co-estrelou como Sarah na série de televisão Jeremiah e fez o papel de uma model, Ashleigh James, no episódio "The Hunger Artist" de CSI: Crime Scene Investigation. Em 2003, Helfer protagonizou Eva no filme independente With Rush. Também dublou a personagem "Sarah Kerrigan" na famosa saga Starcraft 2 de 2010 a 2015.
A atuação mais notável dela foi como Número Seis, uma agente Cylon na minisserie do Sci Fi Channel Battlestar Galactica (2003). A minissérie, que foi um remake da série Battlestar Galactica de 1978, foi um grande sucesso, o que levou-a a estrelar a série subsequente de 2004 como uma atriz regular do elenco.
Helfer foi casada com o advogado Jonathan Marshall entre 2003 e 2017.

## Filmografia

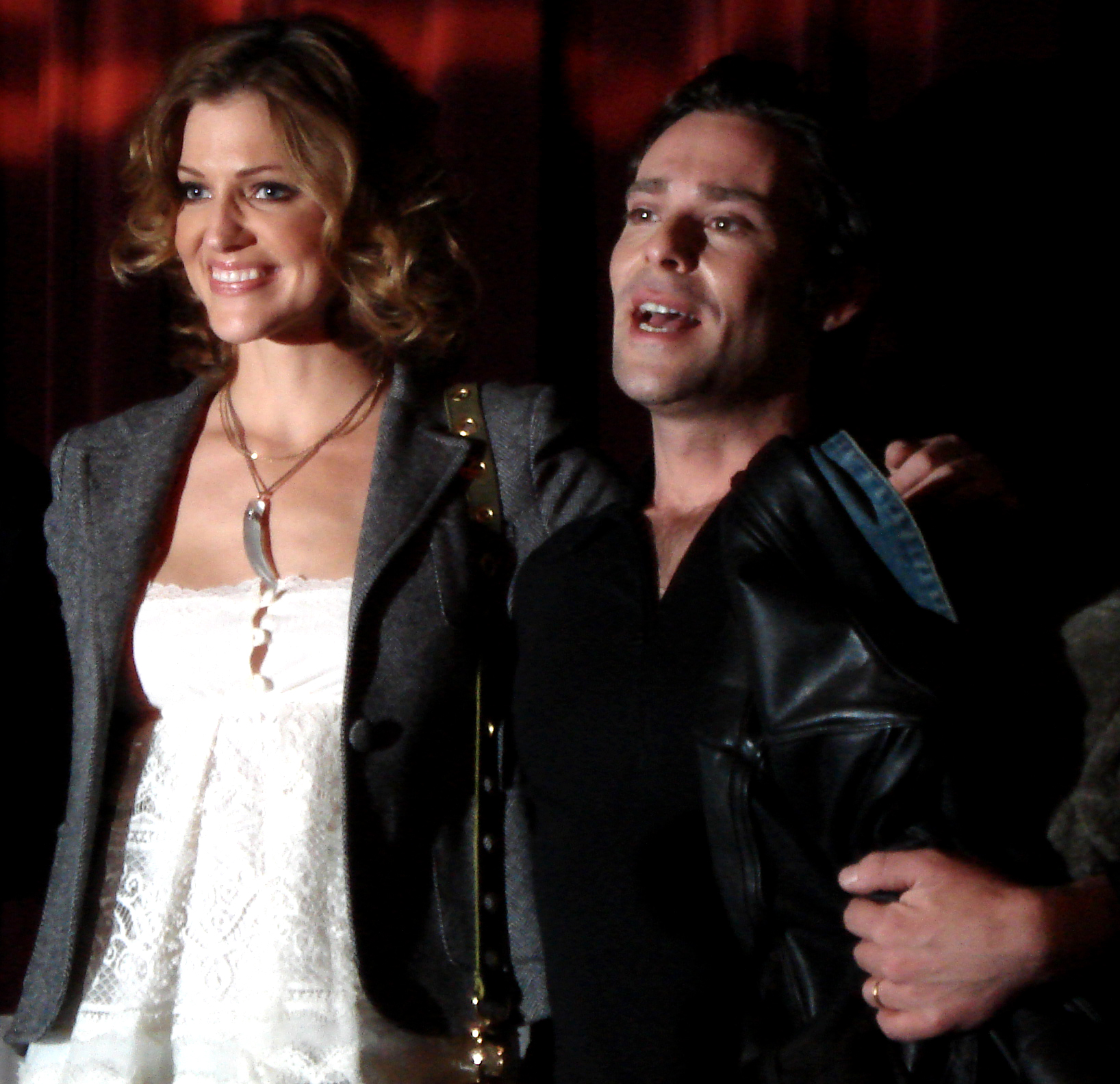
Tricia Helfer & James Callis, 2007

- Supernatural:Em o fantasma da estrada (2006)
- Eventual Wife (2000) - Inga
- CSI: Crime Scene Investigation série de televisão
  - The Hunger Artist (2002) - Ashleigh James
- White Rush (2003) - Eva
- Battlestar Galactica (2003) minissérie - Número Seis
- Behind the Camera: The Unauthorized Story of Charlie's Angels (2004) - Farrah Fawcett
- Battlestar Galactica (2004) série de televisão - Número Seis
- Canada's Next Top Model (2006) série de televisão
- Command & Conquer 3: Tiberium Wars (2007) Jogo para PC
- Chuck (2009) série de televisão - Agente Alexandra Forrest
- Open House - (2010).... Lila
- Two and a Half Men (2009-2010) série de televisão .......... Gail
- The Black Keys - Howlin' for you (2011)
- Criminal Minds - (2012)....... Izzy Rogers
- Killer Women (2014).............Molly Parker
- The Librarians (2014)...........Ms. Willis
- Ascension (2014)................. Viondra Denninger
- Lucifer (2016)............. Mãe de Lúcifer/deusa/Charlotte
- Van Helsing 4a. e 5a. Temporada (2019)...........Drácula